# سرطان الثدي اللبي
سرطان الثدي اللبي هو نوع نادر من سرطان الثدي يتميز بكونه ورمًا محدودًا نسبيًا بهوامش دافعة غير ارتشاحية. يتميز نسيجيًا بخلايا سيئة التمايز ذات هيولى غزيرة ونواة حويصلية متعددة الأشكال عالية الدرجة. يحدث ارتشاح لمفاوي (نوع من خلايا الدم البيضاء) داخل الورم وحوله وقد يبدو بمظهر بني مع نخر ونزف. يُحدد الإنذار من خلال التصنيف المرحلي، ولكنه يُعالج بنجاح أغلب الأحيان، ويتمتع بإنذار أفضل من باقي سرطانات الثدي الارتشاحية.
يعد سرطان الثدي اللبي واحدًا من خمسة أنواع من سرطان الثدي الظهاري، وهذه الأنواع الخمسة هي: القنوي والفصيصي واللبي والغرواني والأنبوبي.
يعتبر السرطان القنوي الموضعي (دي سي آي إس) أقل شيوعًا، ويظهر سرطان الثدي اللبي على شكل كتلة ناعمة ولحمية ذات حدود دافعة. تحوي الأورام عادةً طفرات في جين إي كادهيرين، ما يؤدي إلى فرط التعبير عنه. تقلل الالتصاقات القوية بين الخلايا السرطانية من حدوث الانتقالات.

## علم الأوبئة
يميل السرطان اللبي إلى الحدوث عند النساء الشابات أغلب الأحيان، ويظهر بتواتر أكبر لدى حاملات الطفرات الجينية في جين BRCA1. يشيع حدوث هذا النوع من سرطان الثدي عند وجود طفرات في جين BRCA 1، ولكن لا تُصاب أغلب حاملات الطفرة الجينية بسرطان الثدي اللبي. يعد المرض نادرًا، ويمكن رؤيته في أقل من 5% من سرطانات الثدي الغازية. تظهر صعوبات عند التصنيف الفرعي لهذا النوع من سرطان الثدي، بسبب الطبيعة المعقدة للتصنيف.

## التشخيص
يجب أن يحقق السرطان معايير ريدولفي. توجد تصنيفات أخرى للتشخيص، ولكن تعد معايير ريدولفي الأكثر استخدامًا. يجب أن يتواجد دليل نسيجي على ارتشاح الخلايا اللمفاوية، وتعيين الحدود المجهري غير الباضع، ونمط نمو مخلوي أكبر من 75%، ونواة عالية الدرجة. يكون السرطان عادةً ثلاثي السلبية من الناحية المناعية، إذ تكون مستقبلات هرمون الاستروجين (إي آر)، ومستقبلات البروجسترون (بّي آر)، ومستقبلات عامل النمو البشري الثاني سلبية. تتواجد أيضًا أنواع من سرطان الثدي اللبي إيجابي مستقبلات الاستروجين أو البروجسترون، ما يجعل التشخيص أقل وضوحًا.
معايير ريدولفي
1. الارتشاح اللمفاوي
2. تعيين الحدود المجهري غير الباضع
3. نمط النمو المخلوي أكبر من 75%
4. نوى عالية الدرجة

## التصنيف المرحلي
يُستخدم نظام تصنيف الورم والعقد والنقائل (تي إن إم) لتحديد مدى انتشار المرض، ويستخدم لتدبير وعلاج السرطان. يمكن تصنيف السرطان إلى ورم أولي (تي)، وعقد ليمفاوية (إن)، ونقائل (إم). أجرت اللجنة الأمريكية المشتركة للسرطان (أيه جاي سي سي) مراجعة لنظام التصنيف المرحلي عام 2018 ليشمل المدى التشريحي للمرض بالإضافة إلى المؤشرات الحيوية الإنذارية.
|     | الورم الأولي (T)                   |
| T0  | لا يوجد ورم أولي                   |
| Tis | سرطان في الموضع                    |
| T1  | الورم أقل أو يساوي 2 سم            |
| T2  | الورم أكبر من 2 سم وأصغر من 5 سم   |
| T3  | الورم أكبر من 5 سم                 |
| T4  | الورم ممتد إلى جدار الصدر أو الجلد |

|    | العقد اللمفاوية (N)                     |
| N0 | لا يوجد انتقال للعقد اللمفاوية          |
| N1 | انتقال إلى 1-3 عقد لمفاوية إبطية        |
| N2 | انتقال إلى 4-9 عقد لمفاوية إبطية        |
| N3 | انتقال إلى أكثر من 10 عقد لمفاوية إبطية |

|    | الانتقالات (M)   |
| M0 | لا توجد انتقالات |
| M1 | توجد انتقالات    |

## المؤشرات الحيوية الإنذارية
- مستقبلات هرمون الاستروجين ومستقبلات البروجسترون، والتعبير عن مستقبلات HER2.[7]
- الدرجة النسيجية: تتحدد من خلال خصائص وسمات الورم.
- درجة النكس: تُظهر الدرجة الأكبر من 11 إنذارًا أفضل.